# João Bosco
João Bosco (właściwie João Bosco de Freitas Mucci, ur. 13 lipca 1946 w Ponte Nova) – brazylijski muzyk, piosenkarz, gitarzysta i kompozytor MPB.

## Dyskografia
- Disco De Bolso (Pasquim) 1972
- João Bosco 1973
- Caça à Raposa 1975
- Galos De Briga 1976
- Trio De Misericórdia 1977
- Linha De Passe 1979
- Bandalhismo 1980
- Essa É A Sua Vida 1981
- Comissão De Frente 1982
- João Bosco Ao Vivo 1983
- Gagabirô 1984
- Cabeça de Nego 1986
- Ai Ai Ai De Mim 1987
- Bosco 1989
- Zona De Fronteira 1991
- Acústico MTV 1992
- Na Onda Que Balança 1994
- Dá Licença Meu Senhor 1995
- As Mil E Uma Aldeias 1997
- Benguelê 1998
- Na Esquina 2000
- João Bosco Ao Vivo 2001
- Malabaristas Do Sinal Vermelho 2003
- Songbook 2003
- Obrigado Gente! 2006